# Auguste Delpech
Ne pas confondre avec le docteur Auguste Delpech (1818-1880).
Auguste Delpech est un homme politique français né le 22 décembre 1846 à Bonnac (Ariège) et mort le 11 mars 1935 à Toulouse (Haute-Garonne).

## Biographie
Enseignant, il occupe plusieurs postes dans l'enseignement secondaire. Un temps révoqué pour ses opinions républicaines en 1877, il finit par être nommé au lycée de Foix. Il collabore également à de nombreux journaux, y compris pendant sa carrière politique.
Il est conseiller municipal de Foix de 1888 à 1890, conseiller général du canton de Quérigut, de 1898 à 1901 et de 1903 à 1913. Il est sénateur de l'Ariège, inscrit au groupe de la Gauche républicaine, de 1894 à 1912.
Très anticlérical, il a été président du Conseil de l'ordre du Grand-Orient de France et un des membres fondateurs de la Ligue des droits de l'homme.